# Museo nazionale dell'aviazione rumena
Il Museo nazionale dell'aviazione rumena (in lingua rumena Muzeul Aviației) è situato a Bucarest, Romania. Fondato il 2 marzo 1990 e localizzato sul sito dell'ex aeroporto Pipera, il museo è aperto dal 18 marzo 2006.
Il museo ripercorre i momenti più importanti della storia dell'aviazione rumena, le conquiste nel campo dell'aeronautica, il grande contributo che i rumeni hanno avuto nel tempo al progresso dell'aviazione mondiale (grazie soprattutto alle scoperte di Henri Coandă), nonché documenti storici, modelli e fotografie dell'aeronautica rumena.
Alcuni degli edifici del museo sono stati classificati come monumenti storici protetti.
L'esposizione si compone di una parte esterna composta da velivoli militari e sistemi radar mobili e una parte interna con esposizioni della storia dell'aviazione rumena insieme ad altri aeromobili.

## Aeromobili
Alcuni degli aeromobili esposti:
- Mikoyan-Gurevich MiG-29
- Mikoyan-Gurevich MiG-17
- Mikoyan-Gurevich MiG-15
- Mil Mi-8
- Aero L-29 Delfin
- Yakovlev Yak-52
- IAR 823